# Кириков, Борис Михайлович
Бори́с Миха́йлович Ки́риков (4 октября 1948, Ленинград — 9 августа 2022) — советский и российский историк архитектуры, кандидат искусствоведения, заслуженный работник культуры Российской Федерации (1994).

## Биография
Родился в Ленинграде. Окончил исторический факультет ЛГУ (кафедра истории искусства) в 1971 году. Ещё с 1969-го работал в Государственном музее истории Ленинграда, специализировался на изучении архитектуры. В 1974—1977 годах — аспирант архитектурного факультета ЛИСИ (тема «Неоклассицизм в архитектуре Петербурга — Петрограда начала XX века»). С 1991 по 1996 занимал пост заместителя директора ГМИ СПб. В 1988—1990 был сотрудником НИИТАГ.
Совместно с Абрамом Гинзбургом осуществил сплошную атрибуцию исторической застройки города, сбор и систематизацию сведений о 1500 архитекторах Петербурга. Результатом их работы стала книга «Архитекторы-строители Санкт-Петербурга середины XIX — начала XX века».
С 1996 по 2008 год являлся заместителем председателя КГИОП. Принимал активное участие в подготовке списков памятников и других документов (перечня объектов федерального наследия Санкт-Петербурга и др.). С 2009 года возглавляет Санкт-Петербургский филиал Научно-исследовательского института теории и истории архитектуры и градостроительства РААСН.
Автор 40 книг и свыше 400 публикаций. Писал стихи.
Заслуженный работник культуры Российской Федерации (01.12.1994, за заслуги в области культуры и многолетнюю плодотворную работу); почётный член Российской Академии архитектуры и строительных наук. Лауреат Анциферовской премии (1998), «за общий вклад в современное петербурговедение».
В 2019 году передал свою личный фонд рукописей, фотоматериалов и документации в Центральный государственный архив Санкт-Петербурга.
Скончался 9 августа 2022 года. Похоронен на Псковской дорожке Большеохтинского кладбища, рядом с родителями.

## Награды и звания
- Бронзовая медаль ВДНХ (1984)[18]
- Заслуженный работник культуры Российской Федерации (1995)[18]
- Лауреат Анциферовской премии «За общий вклад в современное петербурговедение» (1998)[18]
- «Знак соответствия» Всемирного клуба петербуржцев (2006)[18]
- Благодарность Министра культуры и массовых коммуникаций Российской Федерации «за большой вклад и активное участие в разработке «Методики экономической оценки объектов культурного наследия» (7 сентября 2006)[19].
- Золотой знак смотра-конкурса «Лучшее печатное издание об архитектуре и архитекторах» Международного фестиваля «Зодчество-2015» (2015)[18]
- Благодарность Министра культуры и массовых коммуникаций Российской Федерации «за большой вклад сохранение историко-культурного наследия России» (2016)[18][20]
- Благодарность Губернатора Санкт-Петербурга «за большой личный вклад в дело защиты богатейшего наследия Санкт-Петербурга» (2016)[18]
- Лауреат Премии Правительства Санкт-Петербурга в области литературы, искусства и архитектуры (2019)[17]
- Лауреат Премии имени академика Д. С. Лихачёва «за выдающийся вклад сохранение историко-культурного наследия России»(2021)[17]

## Избранные публикации
- Кириков Б. М. Новгородский кремль. — Л.: Художник РСФСР, 1975. — 72 с.: ил.
- Архитекторы-строители Петербурга — Петрограда начала XX века: Каталог выставки/ Авт.-сост. В. Г. Исаченко, Б. М. Кириков, С. Г. Фёдоров, А. М. Гинзбург. — Л.: Всероссийское общество охраны памятников истории и культуры: Ленинградское городское отделение, 1982. — 170 с.
- Кириков Б. М. Углич. — Л.: Художник РСФСР, 1984. — 208 с.
- Кириков Б.М., Кашин. - Л. Художник РСФСР, 1988 - 224 с.
- Архитекторы-строители Санкт-Петербурга середины XIX — начала XX века: справочник / Сост. А. М. Гинзбург, Б. М. Кириков при участии С. Г. Фёдорова, Е. В. Филиппова; под. общ. ред. Б. М. Кирикова. — СПб.: Пилигрим, 1996. — 400 с. — ISBN 5-900989-01-1.
- Кириков Б. М., Штиглиц М. С. Петербург немецких архитекторов: От барокко до авангарда. — СПб.: Чистый лист, 2002. — ISBN 5-901528-04-2.
- Кириков Б. М. Архитектура Петербурга конца XIX — начала XX века. — СПб.: Коло, 2006. — ISBN 5-901841-36-0.
- Кириков Б. М. Архитектурные памятники Санкт-Петербурга. — 2-е изд. — СПб.: Коло, 2007. — 384 с.
- Кириков Б. М., Штиглиц М. С. Архитектура ленинградского авангарда. Путеводитель. — СПб.: Коло, 2008. — ISBN 5-901841-49-5.
- Кириков Б. М. Архитектура петербургского модерна. Особняки и доходные дома. — СПб.: Коло, 2008. — 576 с. — ISBN 5-901841-41-1.
- Кириков Б. М., Вознесенский А. В. Дом компании «Зингер» — Дом Книги. — СПб.: Коло, 2008. — ISBN 978-5-901841-53-4.
- Кириков Б. М. Александр Дмитриев. Архитектор первой половины XX века. — СПб.: Коло, 2009. — 400 с.
- Кириков Б. М. Архитектура петербургского модерна. Общественные здания. Книга 1. — СПб.: Коло, 2011. — 576 с. — ISBN 5-901841-80-8.
- Э. Фогт, Б. М. Кириков. Архитектор Карл Шмидт. — СПб.: Коло, 2011. — 272 с. — ISBN 978-5-901841-815.
- Кириков Б. М. Архитектура петербургского модерна. Общественные здания. Книга 2. — СПб.: Коло, 2017. — 544 с. — ISBN 978-5-4462-083-2.
- Кириков Б. М. Памятники архитектуры Санкт-Петербурга. — СПб.: Коло, 2019. — 464 с. — ISBN 978-5-4462-097-9.

## Семья
Б. М. Кириков был женат четырежды:
- Первая жена - Елена Олеговна Ваганова (1949-1984), искусствовед.
- Вторая жена - Татьяна Михайловна Смирнова (р. 1950), искусствовед, реставратор. Дочь от второго брака - Ольга Кирикова (1977)
- Третья жена - Людмила Александровна Кирикова (р. 1951), искусствовед, научный сотрудник ГМИСПб. Дочь от третьего брака - Анна Кирикова (1984)[17][21].
- Четвёртая жена — Маргарита Сергеевна Штиглиц (р. 1945) — архитектор, исследователь промышленной архитектуры Санкт-Петербурга[21][22].